# Hrabstwo Santa Fe
Hrabstwo Santa Fe (ang. Santa Fe County) – hrabstwo w stanie Nowy Meksyk w Stanach Zjednoczonych.

## Miasta
- Edgewood
- Santa Fe

## CDP
- Agua Fria
- Cañada de los Alamos
- Cedar Grove
- Chupadero
- Cuartelez
- Cundiyo
- Cuyamungue
- Cuyamungue Grant
- El Rancho
- El Valle de Arroyo Seco
- Eldorado at Santa Fe
- Galisteo
- Glorieta
- Golden
- Jacona
- Jaconita
- La Cienega
- La Puebla
- Lamy
- Los Cerrillos
- Madrid
- Peak Place
- Pojoaque
- Rio Chiquito
- Rio en Medio
- San Ildefonso Pueblo
- San Pedro
- Santa Cruz
- Sombrillo
- Tesuque
- Tesuque Pueblo